# Vrbice (Moravia meridionale)
Vrbice (in tedesco Wrbitz) è un comune della Repubblica Ceca facente parte del distretto di Břeclav, in Moravia Meridionale.